# Citigroup Center
Citigroup Center là một tòa nhà chọc trời tại Thành phố New York, Hoa Kỳ. Tòa nhà này cao 279 m, có 59 tầng, hoàn thành năm 1977. Đây là một trong những tòa nhà cao nhất ở Thành phố New York. Đến nay, đây là tòa nhà cao thứ 61 thế giới.